# Ischnus agitator
Ischnus agitator là một loài tò vò trong họ Ichneumonidae.